# كوابينا ابياه
كوابينا ابياه (بالإنجليزية: Kwabena Appiah-Kubi)‏ (19 مايو 1992 بأوكلاند في نيوزيلندا - ) هو لاعب كرة قدم أسترالي في مركز الهجوم. لعب مع Wellington Phoenix FC Reserves ‏ ونادي باراماتا ‏.

## وصلات خارجية
- كوابينا ابياه على موقع دوري كوريا الجنوبية (الإنجليزية)
- كوابينا ابياه على موقع قاعدة بيانات كرة القدم.إي يو (الإنجليزية)
- كوابينا ابياه على موقع Soccerway.com (الإنجليزية)